# Tanpura

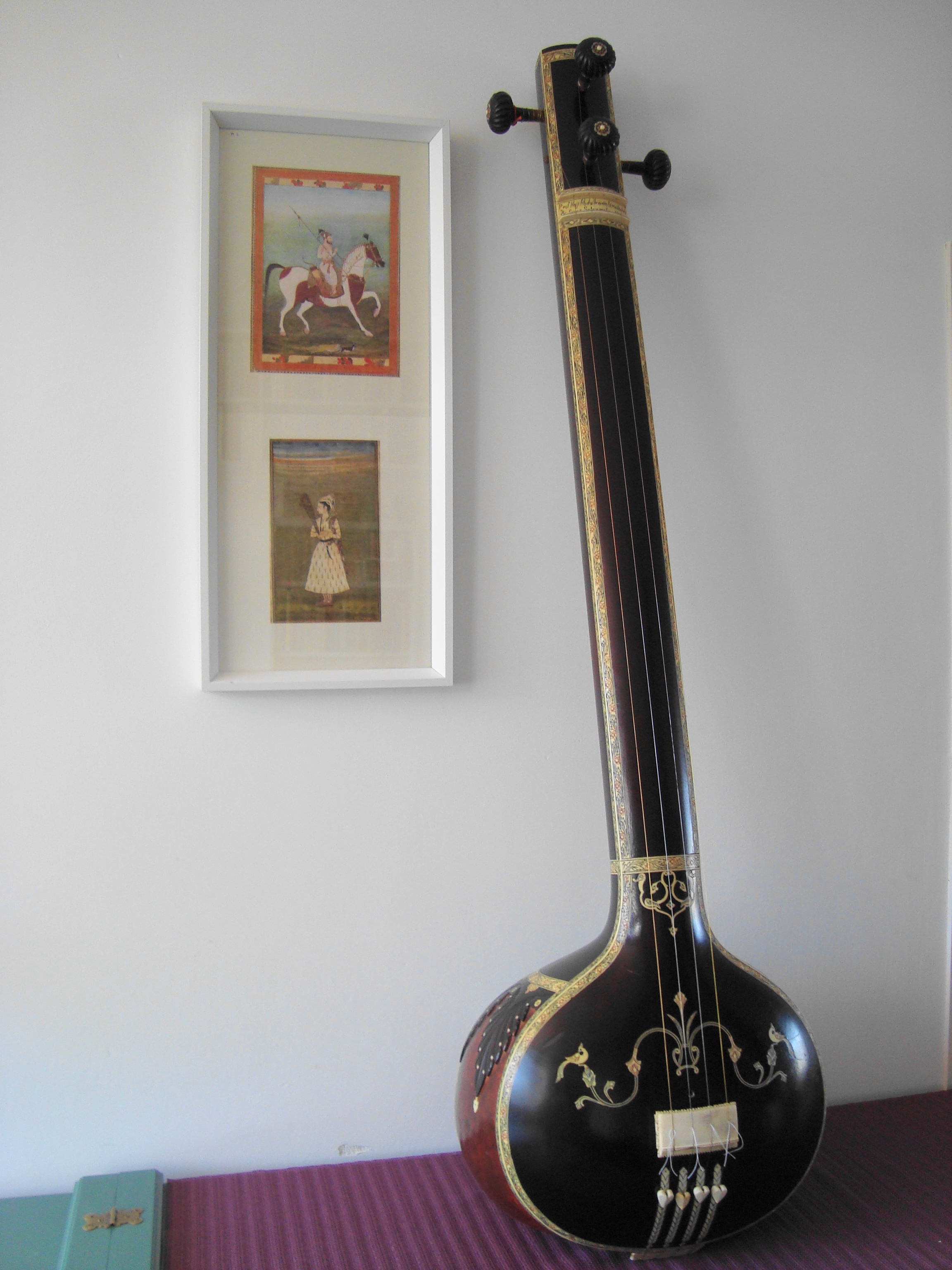
En tanpura från 1963.

Tanpura (eller tambura) är en fyrsträngad indisk "luta" utan band på greppbrädan. Den är stämd enligt indisk musikteori i tonerna Pa-S0a-S0a-Sa (dvs G-C1-C1-C) eller Ma-S0a-S0a-Sa (F-C1-C1-C). Observera att tonhöjden i indisk musik inte är absolut, den anger förhållandet till grundtonen (Sa, motsvarar C i europeisk musik).
De två mittsträngarna är stämda i samma ton, grundtonen, och bidrar till den svävande klangen, och kvarter/kvinter ökar mängden av övertoner. Strängarna slås an med pek- och långfingret med ett speciellt rytmmönster som ger just den oändliga tonen.